# FV-103 Spartan
Pour les articles homonymes, voir Spartan.
Le FV-103 Spartan est un véhicule de transport de troupes blindé et chenillé  britannique de la famille des véhicules de combat de reconnaissance chenillés entré en service en 1978.

## Histoire
Le développement du véhicule blindé de transport de troupes FV103 Spartan CVR(T) est basé sur la demande opérationnelle de l'état-major général (GSOR) 3385 pour remplacer le FV603 Saracen. Depuis son introduction en 1978, 691 Spartan ont été mis en service, ce qui fait de cette variante CVR(T) le véhicule le plus nombreux et le plus polyvalent de sa famille.
Le concept du véhicule est basé sur une coque en forme de boîte faite d'un blindage en alliage d'aluminium. Les composants de son train de roulement sont identiques à ceux du véhicule blindé de reconnaissance FV101 Scorpion CVR(T), bien que le train de roulement ait été allongé de 260 mm.
Le conducteur est positionné à l'avant gauche de la caisse, à côté du bloc d'alimentation. Pour utiliser le véhicule avec les écoutilles fermées, l'écoutille du conducteur est équipée d'un périscope AV No 44 Mk 2 et d'un périscope AV II L5A1 pour la conduite de nuit. Le commandant du véhicule est positionné derrière le compartiment du conducteur, son poste étant situé juste derrière le bord de la plaque de glacis. La coupole AV No 16 Mk 1 du commandant est équipée de huit périscopes, d'un périscope AV No 42 Mk 1 et d'un périscope No 62 II L3A1 pour les opérations de nuit. Pour l'autodéfense, une mitrailleuse 7,62 mm x 51 L37A1 est placée sur le côté droit de la coupole du commandant. La mitrailleuse peut être utilisée sous le blindage lorsque l'écoutille est fermée. Un total de 2 000 cartouches pour la mitrailleuse est stocké à l'intérieur du véhicule. En tant que mesure de défense passive, le véhicule est équipé d'un système de lance-grenades fumigènes composé de deux batteries de quatre lanceurs de 66 mm chacune.
Le poste du troisième membre de l'équipage est situé à droite du commandant du véhicule. Selon le rôle du véhicule et le type d'unité dans laquelle il est employé, il peut s'agir d'un opérateur radio ou d'un commandant d'unité (chef de peloton ou officier commandant une compagnie). L'écoutille du troisième membre de l'équipage est équipée de trois périscopes de jour. En plus de ses trois membres d'équipage, le FV103 Spartan CVR(T) APC peut accueillir quatre soldats supplémentaires dans son compartiment de combat arrière. Ces soldats peuvent entrer dans le véhicule par une grande porte située à l'arrière. Dans le toit du compartiment de combat arrière se trouve une grande trappe dotée d'un couvercle en deux parties. Cette trappe est souvent inutilisable en raison de l'équipement rangé sur le toit. Pour le service dans un environnement présentant une menace NBC, le véhicule est équipé d'un système de filtration NBC No 7 Mk 1.
Initialement, le FV103 Spartan CVR(T) APC était utilisé par les unités du Royal Artillery équipées du FV102 Striker CVR(T). Il servait alors de véhicule de ravitaillement. En outre, le véhicule a été utilisé pour transporter des équipes de défense aérienne équipées des missiles sol-air portatifs Starburst au début des années 1980.
Comme pour le FV101 Scorpion CVR(T) et le FV107 Scimitar CVR(T), les phares standard du FV103 Spartan CVR(T) ont été remplacés pour la participation aux exercices ACE Mobile Force (Land) de l'OTAN par des phares de plus grand diamètre (7 pouces au lieu de 4,5 pouces) qui ont également été utilisés, par exemple, sur le  Saladin et le FV432. Outre l'intensité lumineuse plus élevée, ces phares ont également permis d'améliorer la situation en matière de pièces de rechange. Jusqu'à la fin de sa durée de vie, les phares plus larges ont été successivement rééquipés sur tous les autres Spartan en service dans l'armée britannique.
Dans les années 1980, la Royal Air Force a également acheté 81 FV103 Spartan CVR(T). Ils servaient à transporter les équipes de sécurité chargées de protéger les aérodromes pour les Harrier. Au milieu des années 1980, afin de renforcer la capacité antiblindage des compagnies d'appui-feu des bataillons d'infanterie blindée de British Army of the Rhine (BAOR), le haut commandement de l'Armée britannique a demandé que 67 FV103 Spartan CVR(T) soient équipés d'une tourelle pouvant accueillir le système de missiles guidés antichars MILAN. Par la suite, en réponse à cette demande, 23 Base Workshop Royal Electrical and Mechanical Engineers (REME) basés à Wetter sur les rives de la Ruhr ont converti des APC en FV103 Spartan CVR(T) MILAN Compact Turret (MCT), un type de chasseur de chars légers. La charge de combat du véhicule consiste en 13 missiles MILAN, dont deux sont en position prêts au lancement sur la tourelle. Les onze missiles restants et un lanceur de missiles sont démontés et stockés à l'intérieur du véhicule.
Lorsque le FV510 Warrior est entré en service dans les bataillons d'infanterie blindée de la BAOR au début de 1988, le FV103 Spartan CVR(T) MCT a été retiré du service. Depuis lors, 35 FV103 Spartan CVR(T) MCT ont été mis en service par British Army Training Unit Suffield (BATUS) à Suffield dans l'Alberta, au Canada, en tant que véhicules OPFOR sous la désignation CVR(T) Sturgeon.
De nombreux FV103 Spartan CVR(T) ont également été utilisés par le Royal Engineers pour des tâches de reconnaissance du génie et pour le transport de petits éléments du génie. Au sein des régiments de reconnaissance en formation, la troupe de soutien était équipée de FV103 Spartan CVR(T) pour le transport des troupes démontées. Les sections de monteurs du REME affectées aux unités de reconnaissance étaient également équipées de FV103 Spartan CVR(T), ce qui permettait de transporter des pièces de rechange. Au sein des régiments du Royal Armoured Corps et des bataillons d'infanterie blindée, le FV103 Spartan CVR(T) est utilisé comme véhicule de commandement et de liaison, bien que cette utilisation ait diminué depuis l'introduction du Panther Command and Liaison Vehicle, basé sur le LMV fabriqué par Iveco et utilisé comme poste de commandement mobile par les officiers commandant une compagnie et le sergent-major de la compagnie.
À partir de la fin 1999, dans le cadre du LEP (Life Extension Project), le FV103 Spartan CVR(T) a été équipé d'un moteur diesel Cummins 6BTA de 5,9 litres à 6 cylindres turbocompressés développant 143 kW/195 ch, qui a ensuite été porté à 173 kW/235 ch. Parmi les autres améliorations introduites dans le cadre du LEP, citons les nouveaux viseurs de nuit et la préparation des véhicules pour l'installation de radios de la gamme d'équipements Bowman. Les véhicules ainsi modifiés reçurent la désignation FV103 Spartan 235 CVR(T).
Dans le cadre de l'Opération Telic en Irak, certains FV103 Spartan 235 CVR(T) ont été équipés d'un blindage composite en Kevlar développé par la société israélienne Plasan-Sasa. À partir de 2008, pour le déploiement de l'Opération Herrick en Afghanistan, le niveau de protection passive des véhicules a été augmenté. Les véhicules utilisés par la Task Force Helmand ont été équipés d'un système d'atténuation des effets sur l'environnement (Environmental Mitigation - EM). Les véhicules utilisés par la Task Force Helmand ont été équipés de l'Environmental Mitigation (EM), de l'Urgent Operational Requirement (UOR) et des Theatre Entry Standard (TES). Ces modifications comprenaient une protection balistique optimisée. Le Enhanced Protection Bar Armour (EPBA) et le Remote-Controlled Improvised Explosive Device Electronic Countermeasure System (RCIED ECM), ainsi que la tourelle unipersonnelle Odin qui a remplacé la coupole du commandant.
En 2010, une nouvelle modification a donné naissance au standard Mk 2. Le programme Mk 2 a été commandé par le Ministry of Defence (MoD) en réaction au niveau de menace rencontré en Afghanistan à l'époque.
BAE Systems à Telford a été chargé de produire le CVR(T) Mk 2. Le cœur du programme était constitué de nouvelles coques fabriquées à partir d'un nouveau type d'alliage d'aluminium offrant un degré de protection plus élevé. Les coques sont également plus faciles à entretenir. Au total, BAE Systems a construit 39 nouvelles coques de FV103 Spartan CVR(T), dont 30 ont été équipées de la tourelle du FV107 Scimitar CVR(T), devenant ainsi un Scimitar Mk 2. Les neuf coques restantes ont été équipées de l'ensemble des améliorations EM, UOR et TES et sont devenues des Spartan Mk 2. Certains Spartan Mk 2 ont été équipés de la Enforcer remote-controlled weapon station (RWS).
451 exemplaires étaient en service le 1er janvier 2008 dans l'armée britannique, 267 au 1er janvier 2015.

## Armement et équipement

### Armement secondaire
- Mitrailleuse L37A1 de 7,62 mm emportant 3 000 cartouches
- Lance-pots fumigènes : 1 série de 4 lance-pots de chaque côté du châssis, à hauteur du pilote

### Équipement
Le Spartan est équipé du NBC No 7 Mk 1 pour se déplacer dans un milieu NBC.

### Coupole légère Helio No 16
La coupole légère No 16 a été conçue par MEL Equipment Company Limited en collaboration avec l'ancien Military Vehicles and Engineering Establishment et produite par Helio au Royaume-Uni et par la société ASCO en Belgique. La coupole No 16 fait partie de l'équipement standard du Spartan.
La coupole est fabriquée en acier blindé d'une épaisseur maximale de 16 mm.
La coupole peut faire un tour complet sur 360°. Il y a une trappe en alliage d'aluminium contrebalancé, d'une épaisseur minimale de 25 mm. 170° sur le côté gauche de la coupole, face à la mitrailleuse. Il est rembourré pour protéger le commandant et peut être verrouillé en position ouverte, fermée ou verticale. Lorsqu'elle est fermée et verrouillée, la coupole est étanche à l'eau jusqu'à une profondeur de 4,5 m et une protection complète protection complète contre les agents NBC.
Une mitrailleuse L37A1 de 7,62 mm, montée à l'extérieur sur le côté droit de la coupole, peut tirer dans un arc vertical de - 10 à + 55° sur les 360° de rotation de la coupole. La mitrailleuse peut être posée, tirée et rechargée depuis l'intérieur du cubilot, sans risque de pénétration des gaz toxiques dans le véhicule. Dans la partie avant de la coupole se trouve un périscope AFV No 62, avec des grossissements de x 1 et x 10, qui dispose d'un miroir supérieur élévateur relié par une liaison mécanique à la mitrailleuse et au projecteur afin de garantir que les mouvements verticaux de chacun soient suivis avec précision par le graticule de visée. Huit autres périscopes No 42 situés autour de l'anneau rotatif permettent au commandant d'avoir un champ de vision de 360° depuis l'intérieur du véhicule sans avoir à tourner la coupole. Les quatre faces externes de tous les dispositifs de visée sont équipées de laveurs et d'essuie-glaces. Un projecteur, qui peut être équipé d'un filtre infrarouge, est prévu pour l'éclairage des cibles.

## Variantes
Il existe une version FV-120 du Spartan équipée d'une tourelle dotée d'un poste de tir Milan et une autre emportant le missile Javelin. Il y avait 6 exemplaires de chaque en service en 2010 dans l’armée britannique, aucun depuis 2014.
- FV103 Spartan avec tourelle ESD TA 20 : Il a été proposé d'équiper le Spartan de la tourelle française ESD TA 20 armée de deux canons de 20 mm, qui a une dépression de -5 degrés et une élévation de +85 degrés, le déplacement de la tourelle étant de 360 degrés[4].
- FV103 Spartan avec tourelle Euromissile HOT HCT : Dans le but d'essais, un FV103 Spartan fut équipé d'une tourelle Euromissile HOT HCT, avec 4 missiles antichars HOT d'une portée de 4 000 mètres, prêts à tirer. Cela fut aménagé avec un socle au-dessus du compartiment de transport des fantassins à l'arrière du véhicule[4].
- FV103 Spartan avec tourelle Euromissile MILAN MCT : Présenté pour la première fois en 1980, un Alvis FV103 Spartan était équipé d'une tourelle compacte Euromissile MILAN MCT sur le toit, avec deux missiles prêts à être tirés. En plus des deux missiles prêts à être tirés, un minimum de huit missiles peuvent être transportés à l'intérieur du véhicule. Ce modèle a été évalué par l'armée britannique et 67 FV103 Spartan fût équipé de la tourelle dans les années 1980. Un était en service en 2013[4].
- FV103 Spartan avec missile TOW : En 1973, Alvis a proposé d'équiper le Spartan d'un lanceur Hughes TOW sur le toit et de transporter neuf missiles à l'arrière du véhicule. Un trépied serait également embarqué pour permettre au missile d'être utilisé hors du véhicule.
- FV103 Spartan avec missiles Blowpipe : Shorts a conçu une nouvelle tourelle qui pouvait être installée sur différents véhicules comme le FV103 Spartan. La tourelle pouvait transporter quatre missiles sol-air Blowpipe[4].

## Pays utilisateurs
- Belgique (retiré du service)

- Irak

- Togo (un exemplaire est actuellement en service)[5]

- Nigeria (nombre inconnu de FV103 Spartan)[6]

- Botswana (6 exemplaires sont actuellement en service)[7]

- Oman (6 exemplaires sont actuellement en service)[8]
- Royaume-Uni (138 exemplaires de FV103 Spartan (variantes inclus) et 17 exemplaires de Spart Mk2 (variantes inclus))[9]
- Lettonie (surplus britannique acheté en 2014)
- Ukraine (35 exemplaires fournis par le Royaume Uni, 50 annoncés en janvier 2023 achetés par une association pour 5,1 millions d’euros[10])

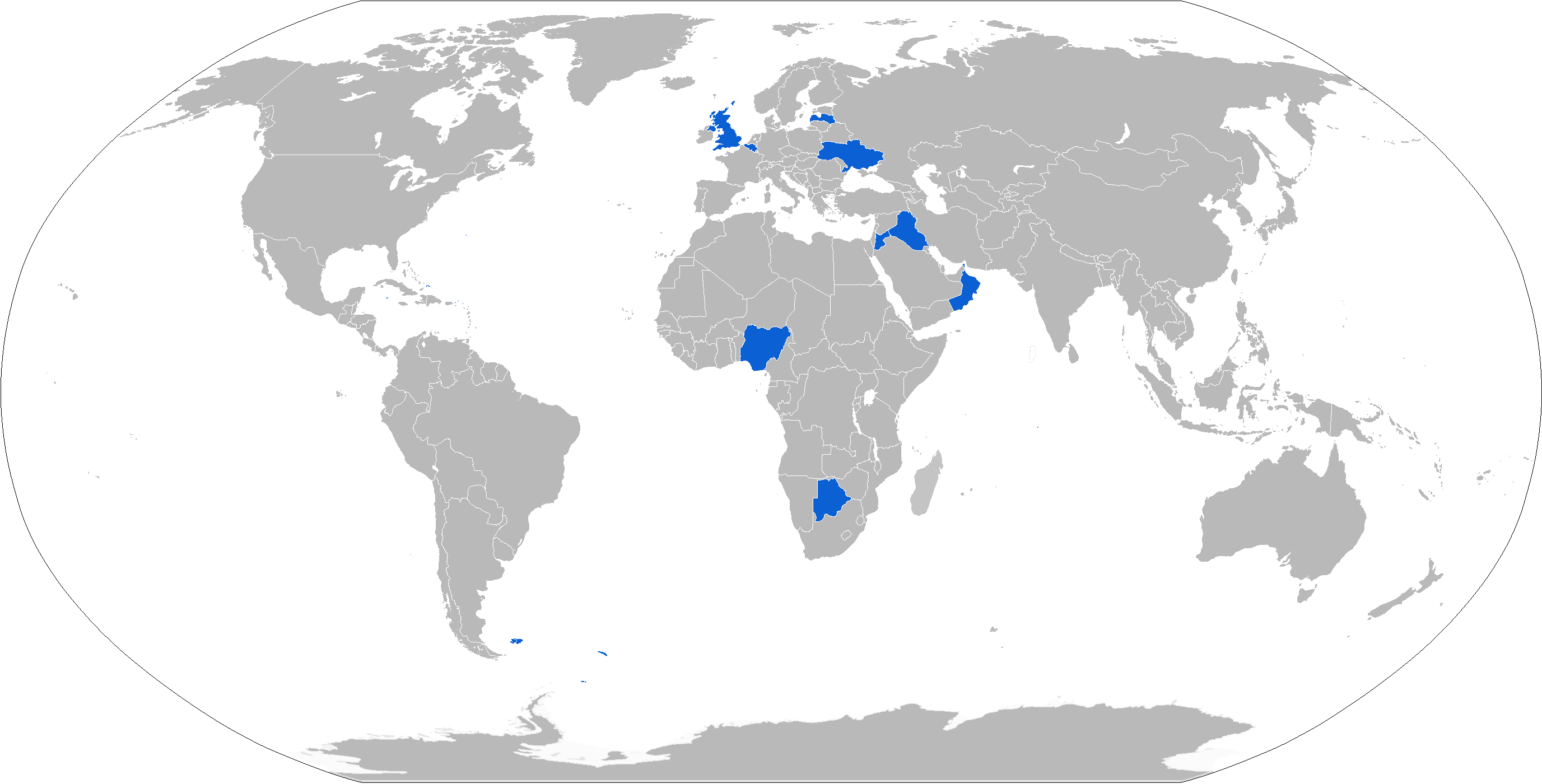
Carte montrant les utilisateurs de FV103 Spartan

## Galerie

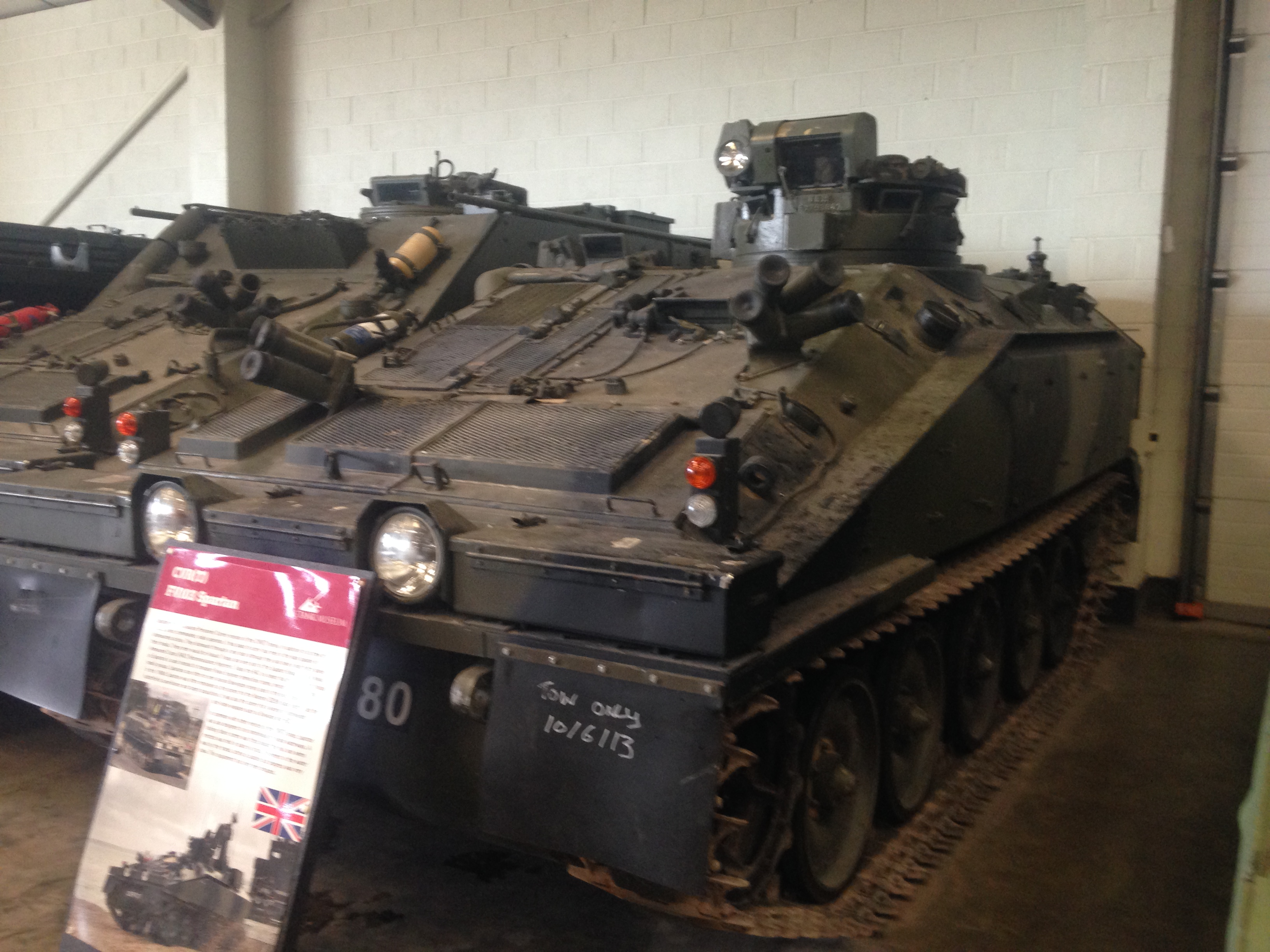
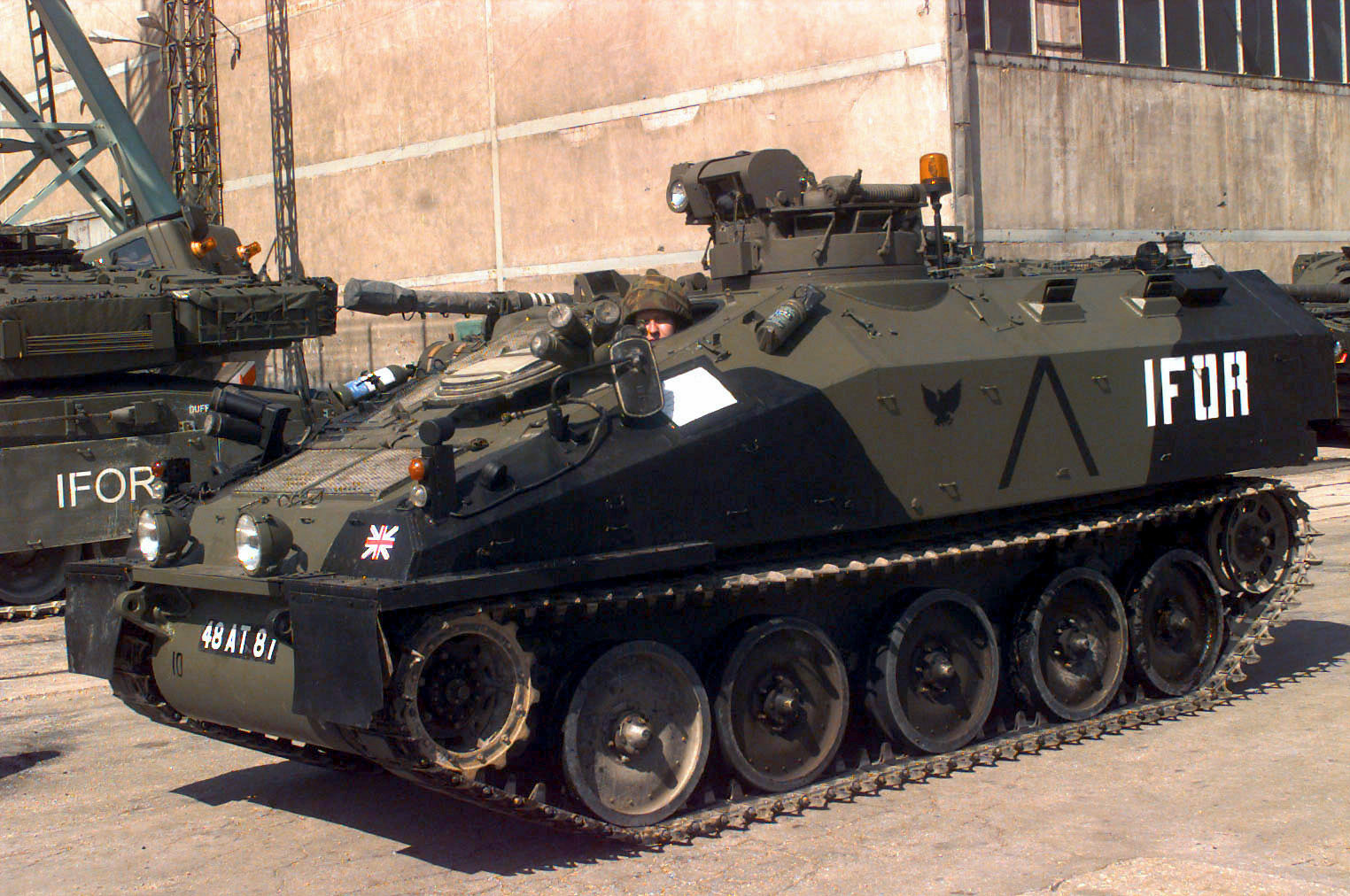
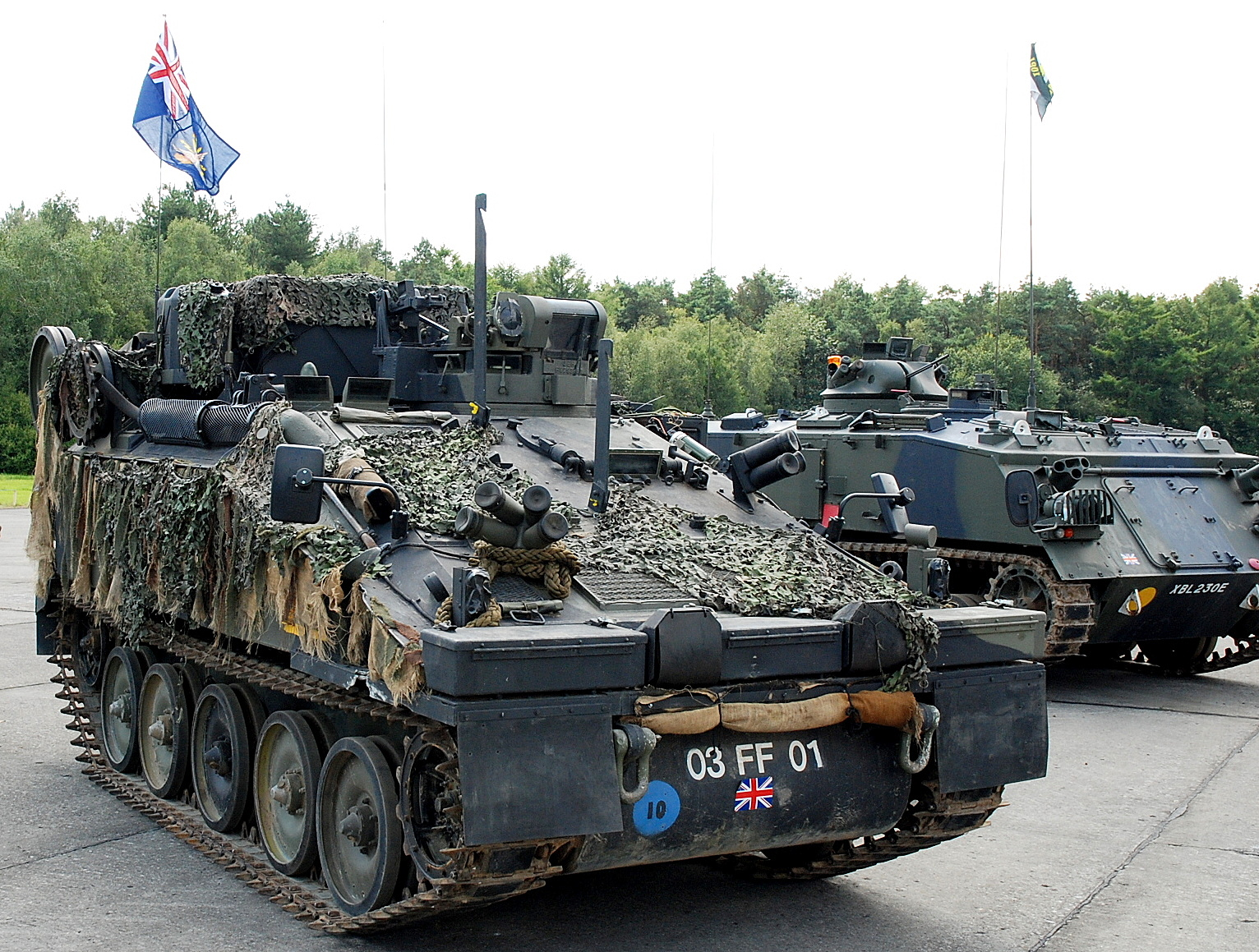
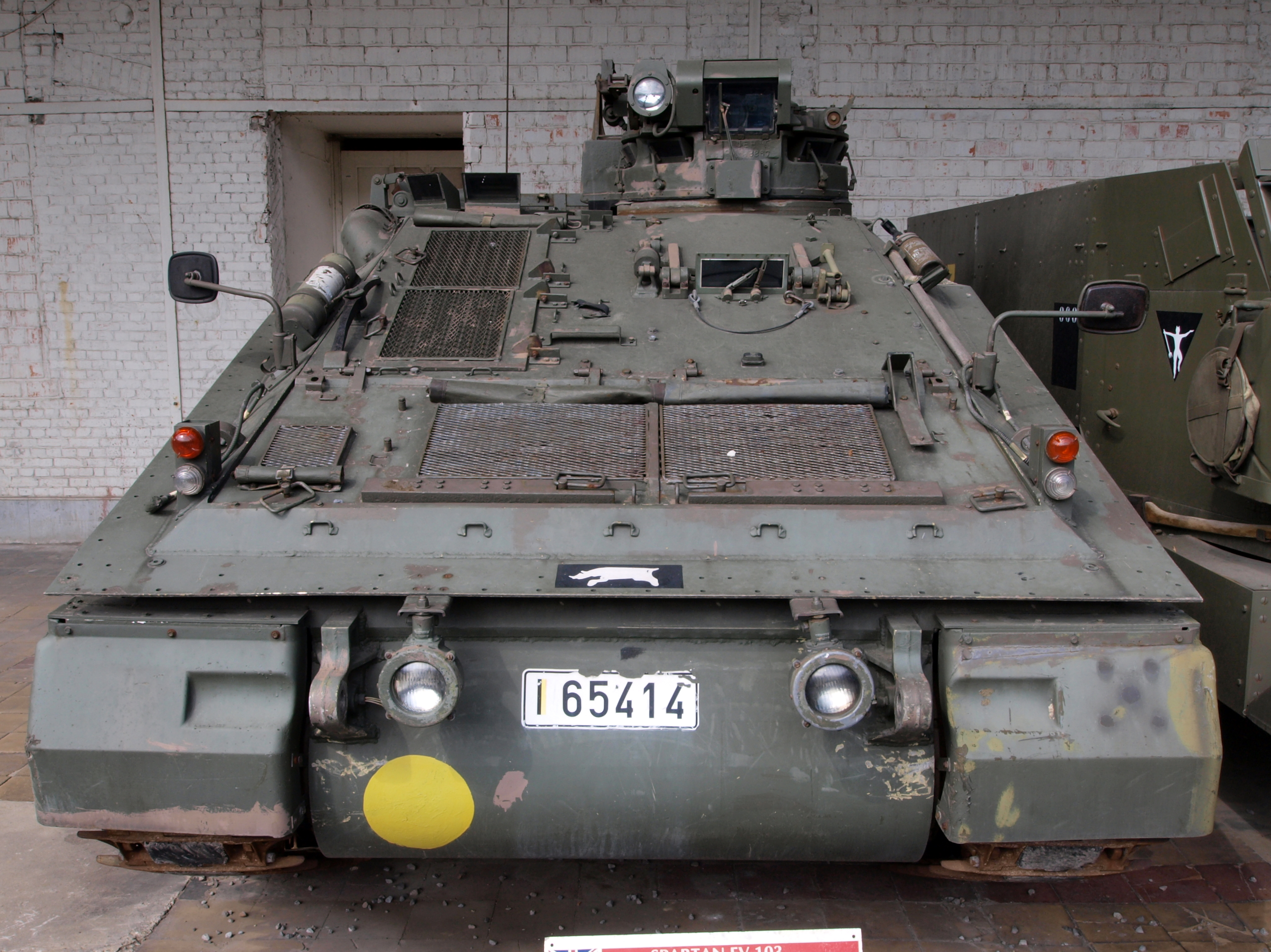
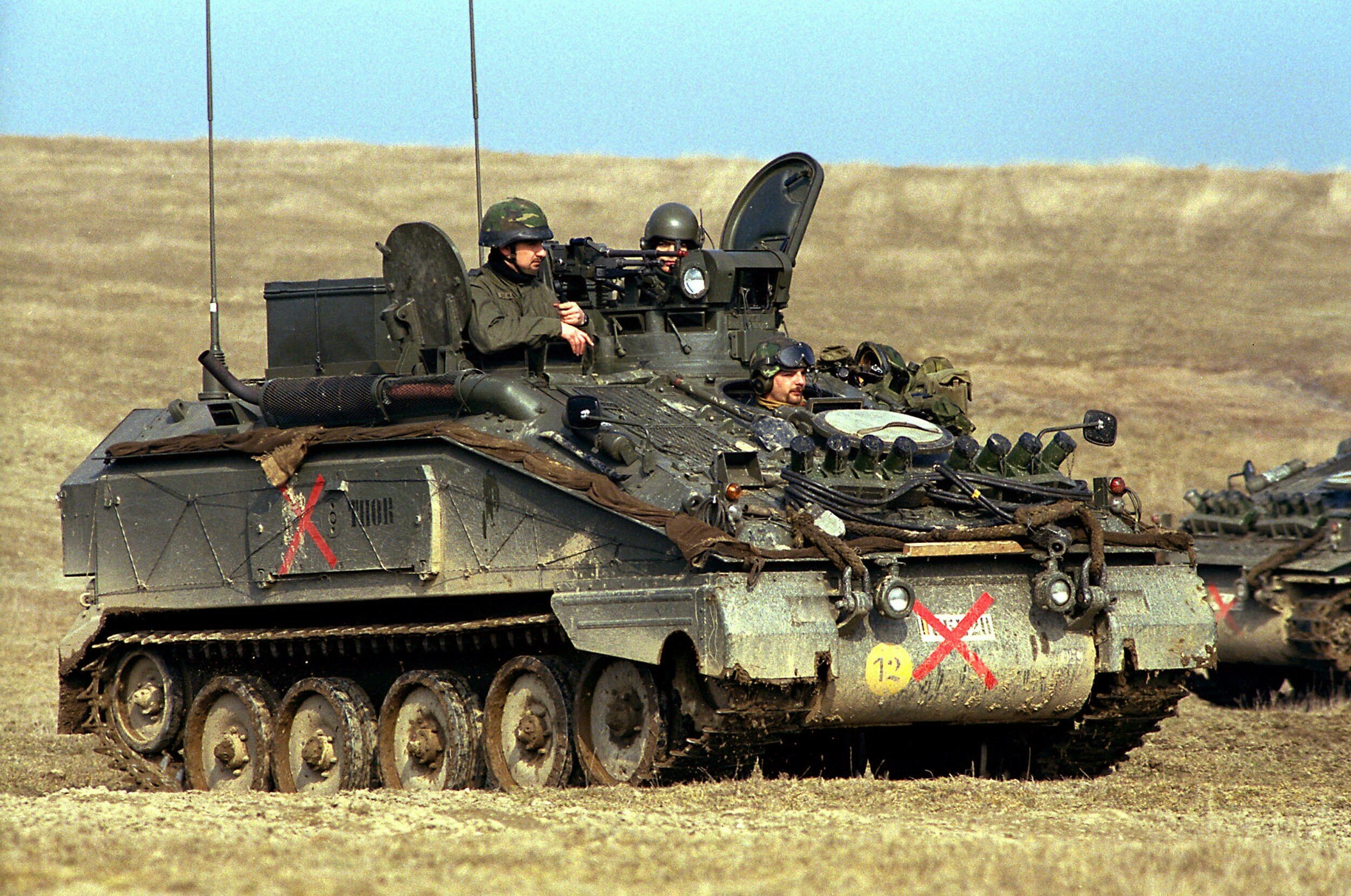
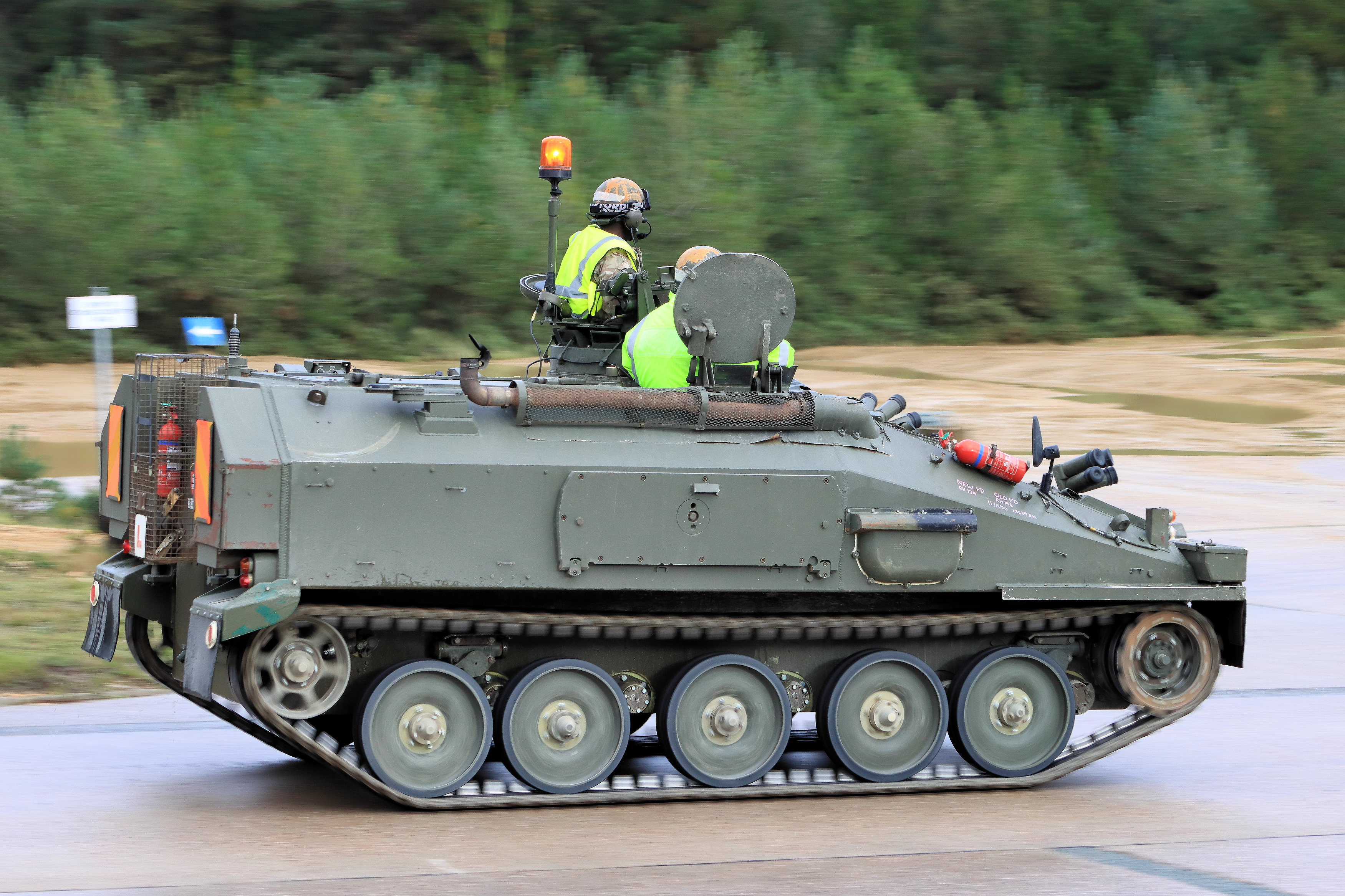
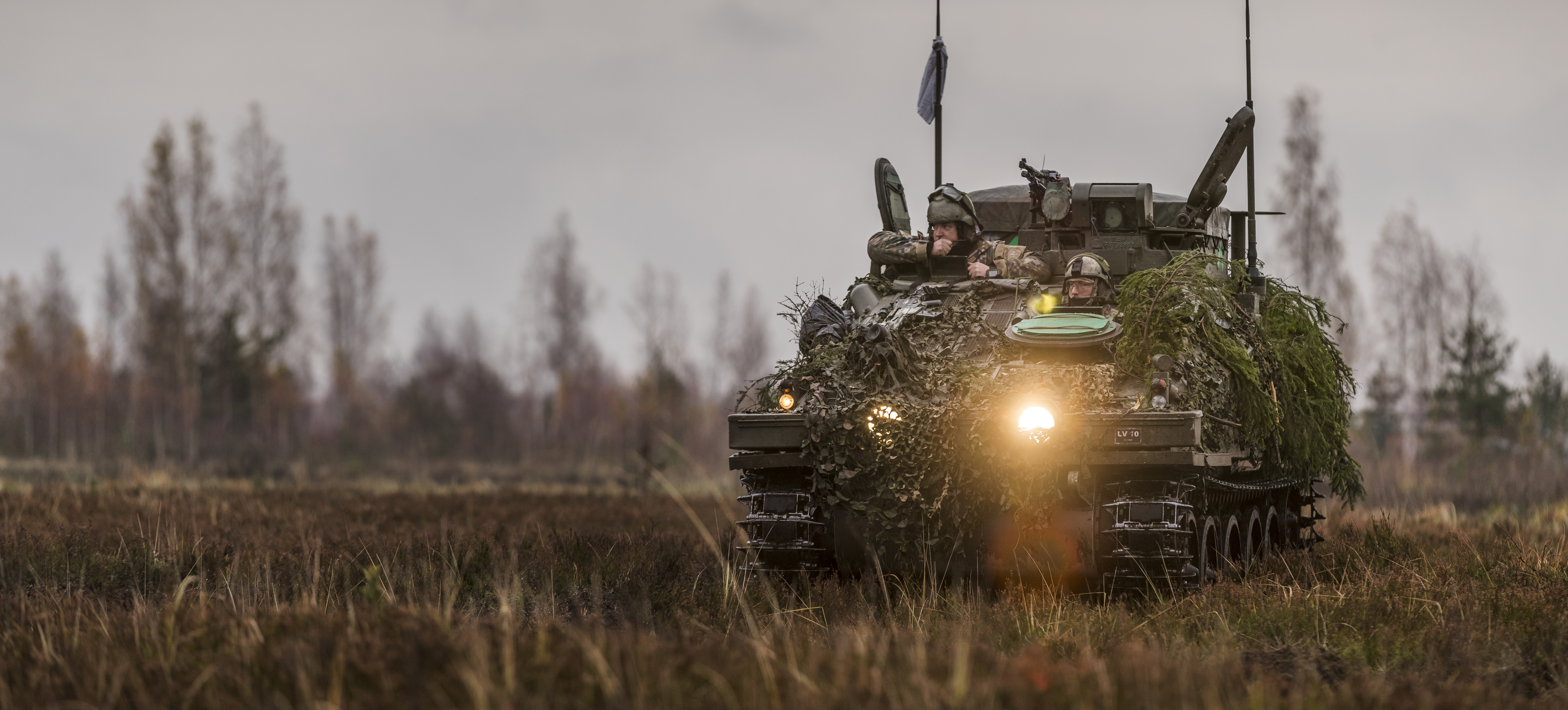
Un FV-103 letton en 2018.
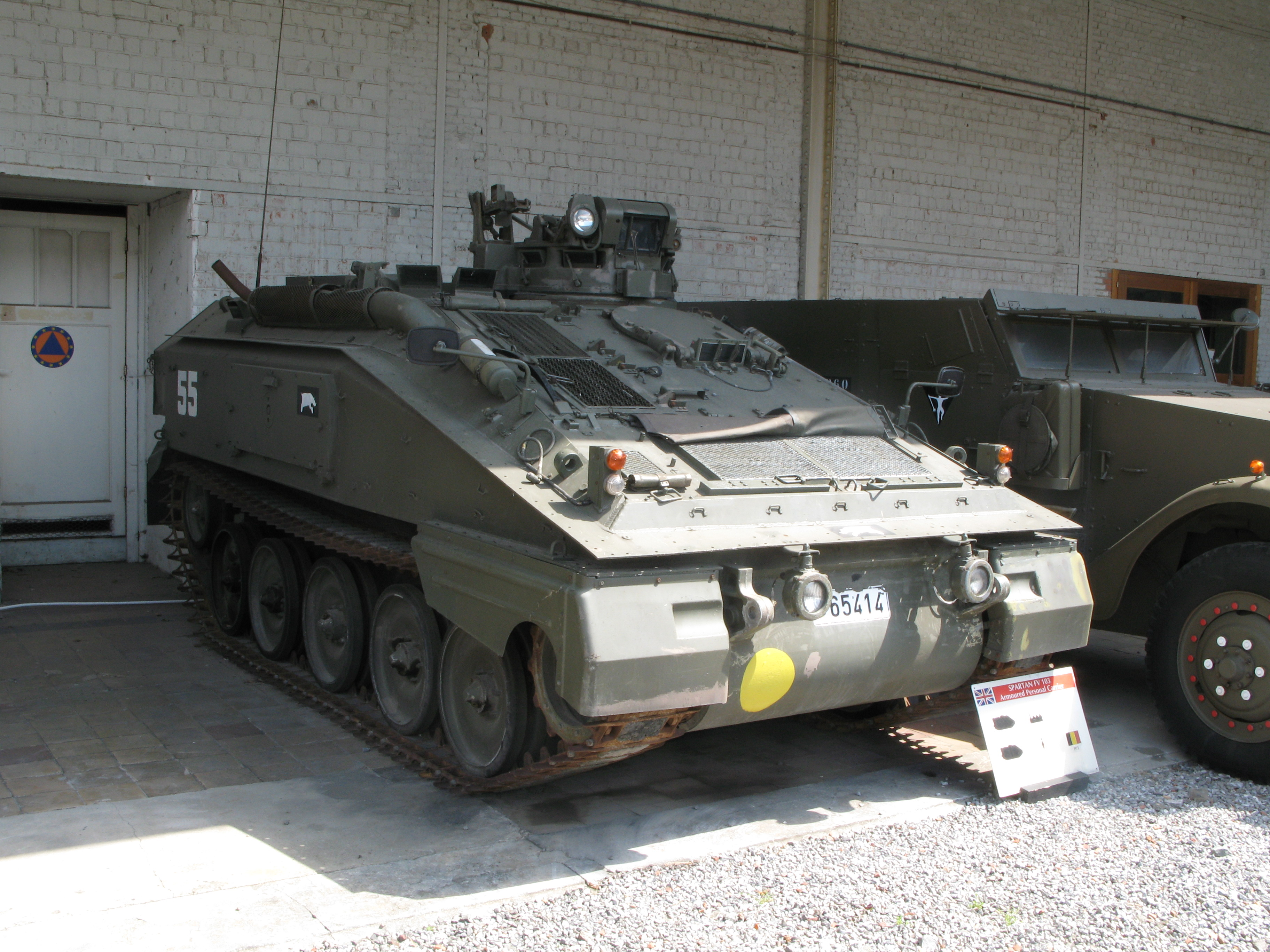
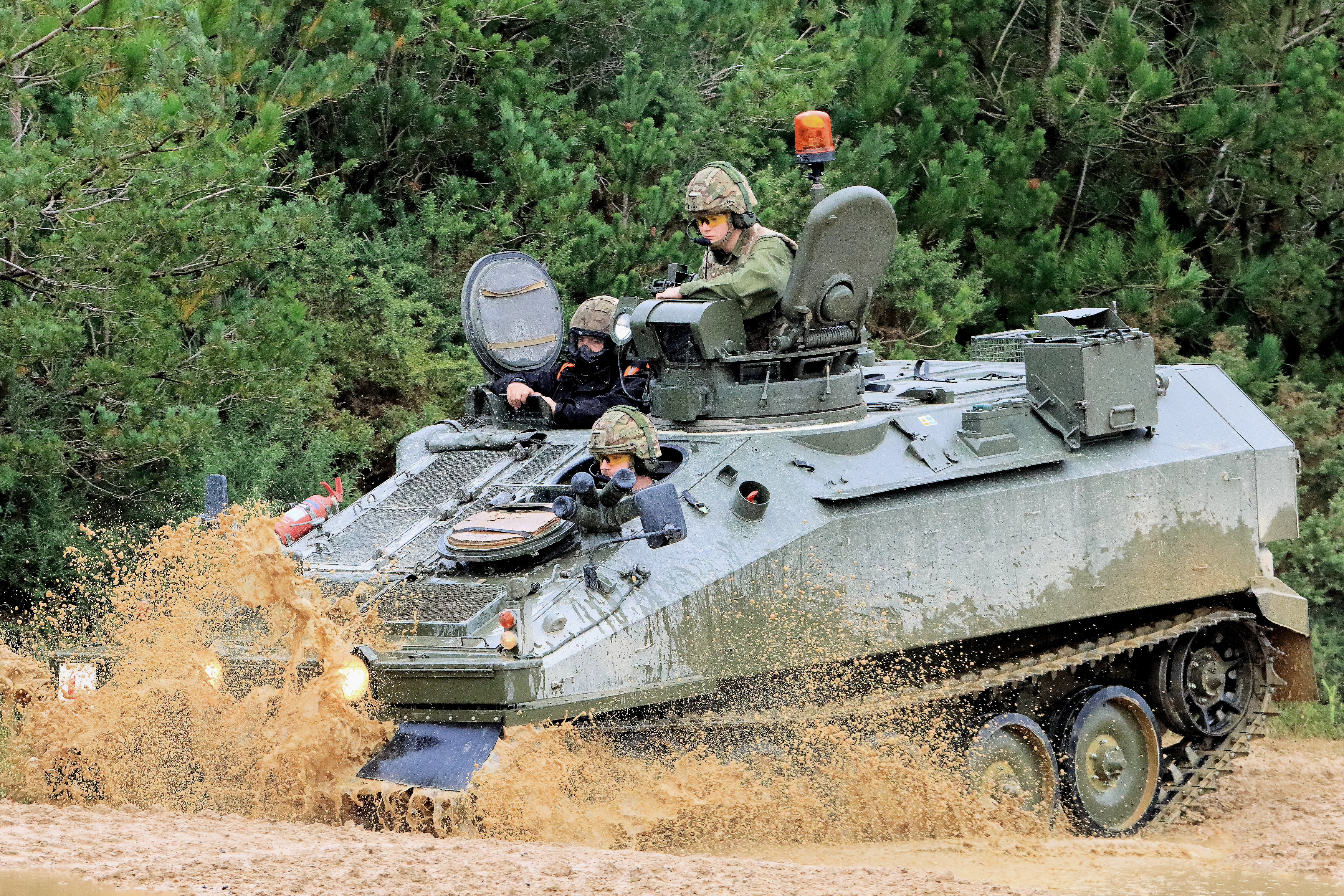
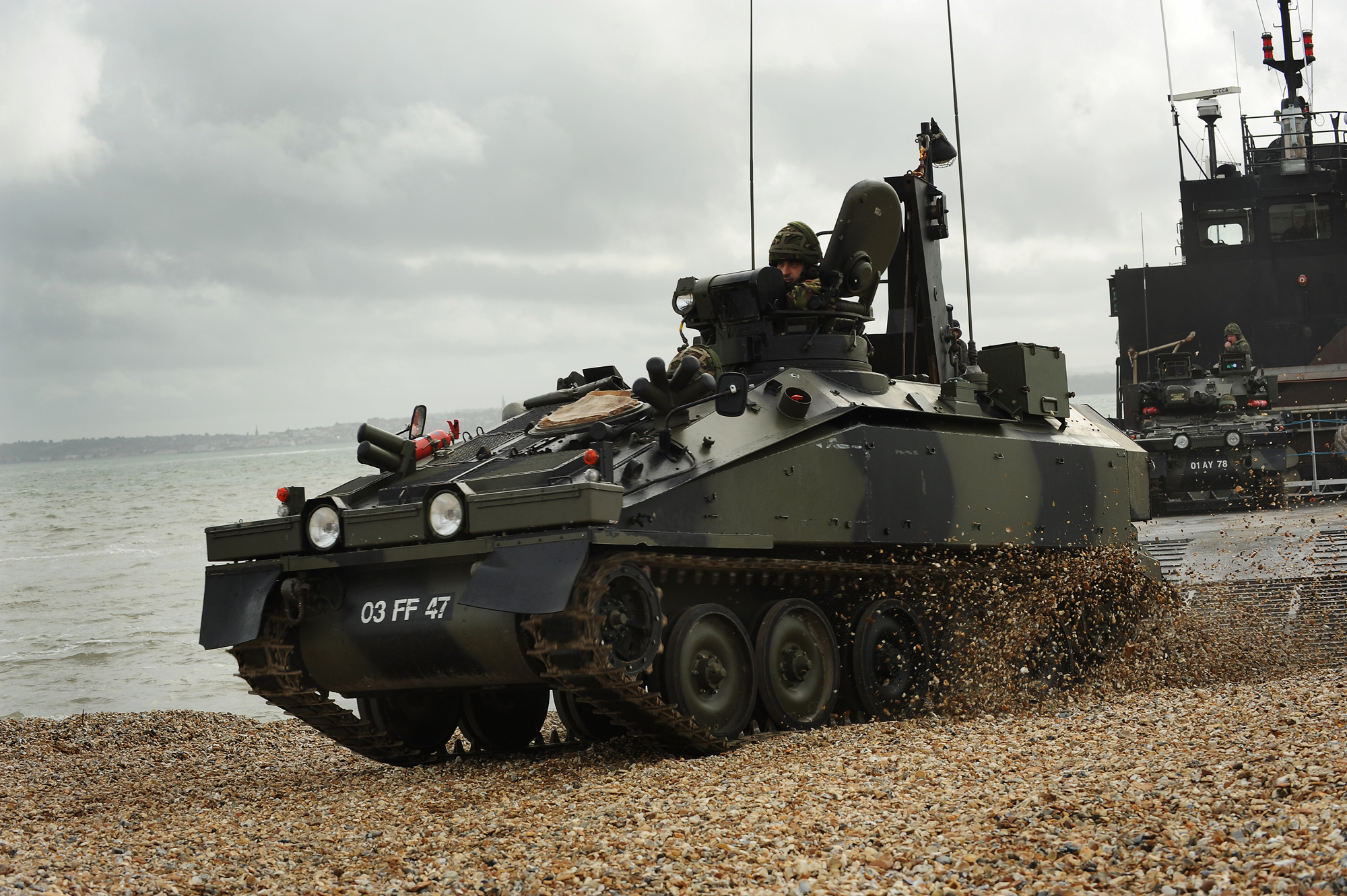
Exercice de débarquement en 2010.